# 花园乡 (灌南县)
花园乡是中华人民共和国江苏省连云港市灌南县一个已撤销的乡。
2013年1月31日，江苏省人民政府批复同意撤销花园乡，将其所辖行政区域划归新集镇。